# Erik A. Petschler
Erik A. Petschler, est un réalisateur suédois, né le 2 septembre 1881 à Göteborg et mort le 10 décembre 1945  à Stockholm. 

## Filmographie partielle
- 1920 : Baron Olson
- 1921 : Les Gens du Warmland (Värmlänningarna)
- 1922 : Luffar-Petter
- 1925 : Öregrund-Östhammar
- 1926 : Bröllopet i Bränna
- 1927 : Hin och smålänningen
- 1928 : A.-B. gifta bort baron Olson
- 1931 : Flickan från Värmland
- 1933 : Halta Lena och vindögde Per